# オイゼビウス・マンディチェフスキ
オイゼビウス・マンディチェフスキ（ドイツ語: Eusebius Mandyczewski, ウクライナ語: Євсевій Мандичевський Ėvsevij Mandyčevśkyj, ルーマニア語: Eusebie Mandicevschi, 1857年8月18日 - 1929年7月13日）はオーストリア＝ハンガリー帝国の音楽学者・音楽教師・指揮者・作曲家。ウクライナ系・ルーマニア系。幅広い知識と探究心をそなえた研究者として知られるが、出版した著作は数少ない。

## 経歴
正教会のウクライナ人司祭を父親に、ブコヴィナ北部のチェルノヴィツ（当時はオーストリア・ハンガリー帝国領、第一次世界大戦後はルーマニア王国領、現在はウクライナ領）に生まれる。ウィーン音楽院に進んで音楽理論をグスタフ・ノッテボームに、作曲をロベルト・フックスに、音楽学をエドゥアルト・ハンスリックに師事。1879年よりヨハネス・ブラームスの親友となり、そのサークルの一員となった（またブラームスがグスタフ・イェナーを指導するのを輔佐している）。
1887年よりウィーン・ジングアカデミーの指揮者ならびにウィーン楽友協会の司書に就任。その後は1897年よりウィーン音楽院にて音楽史の教授に就任し、その後はウィーン音楽院で楽器史、和声法、対位法、作曲を指導した。 1916年には枢密院に登用された。
フランツ・シューベルト作品全集およびフランツ・ヨーゼフ・ハイドン作品全集の校訂者であり、また友人ブラームスの作品全集において門弟ハンス・ガルとともに校訂に当たった。これらの版は、ドーヴァー社より復刻されている。
その他の著名な門人に、ジョージ・セル、カール・ベーム、ヨーゼフ・クリップス、フリッツ・シュティードリー、アルトゥール・シュナーベルら。
作曲家としては、正教会のための奉神礼音楽のほか、ピアノ曲や連作歌曲を手懸けた。
1929年にニーダーエスターライヒ州のズルツ(Sulz im Weinviertel)で没した。